# Pelecorhynchus fulvus
Pelecorhynchus fulvus är en tvåvingeart som beskrevs av Ricardo 1910. Pelecorhynchus fulvus ingår i släktet Pelecorhynchus och familjen Pelecorhynchidae. Inga underarter finns listade i Catalogue of Life.